# Ольшево (гміна Просткі)
Ольшево (пол. Olszewo, нім. Olschewen) — село в Польщі, у гміні Простки Елцького повіту Вармінсько-Мазурського воєводства.
Населення — 38 осіб (2011).

## Демографія
Демографічна структура станом на 31 березня 2011 року:
|          | Загалом | Допрацездатний вік | Працездатний вік | Постпрацездатний вік |
| -------- | ------- | ------------------ | ---------------- | -------------------- |
| Чоловіки | 17      | 4                  | 10               | 3                    |
| Жінки    | 21      | 7                  | 10               | 4                    |
| Разом    | 38      | 11                 | 20               | 7                    |